# Mihai Neagu Basarab
Mihai Neagu Basarab, né le 3 mai 1946, est un dramaturge et écrivain roumain.

## Biographie
Mihai Neagu Basarab est le fils d'un couple de médecins ; sa mère, Natalia Neagu a, en particulier, été une collègue de George Emil Palade. Il étudie à son tour la médecine, devient en 1973 assistant universitaire à l'Institut de médecine et de pharmacie de Bucarest, puis psychiatre à l'hôpital Gheorghe Marinescu en 1978. À la même période, il est également rédacteur en chef de la revue Filatelia.
Sa carrière littéraire commence en 1967 dans la revue littéraire Luceafărul, dirigée par Eugen Barbu, avec la publication de sa pièce Untură de peşte [ Huile de foie de morue ]. Suivent plusieurs volumes de théâtre, essentiellement des pièces courtes : Scurtă poveste cu un suveran zănatic (1971), Frânghia de rufe a familiei (1971), Teatru (1974). Son activité de dramaturge, surveillée par la censure, est reconnue par le prix de l'association des écrivains de Bucarest. Il écrit également une biographie romancée de Paracelse. En 1982, il fait connaître le journal de Marta Trancu-Rainer, première femme chirurgien en Roumanie à travers son travail d'éditeur scientifique.
Au début des années 1990, il se fixe à Fribourg-en-Brisgau en Allemagne, où il se consacre plus particulièrement à l'homéopathie. Plus récemment en 2013, il consigne dans un essai en partie autobiographique, Ultima boemă bucureşteană (1964-1976) (La dernière bohème bucarestoise (1964-1976) ) ses réflexions sur les échappés de génie du Bucarest des années 1960 et 70. Dans Conferinte freiburgheze şi alte scrieri [Conférences de Fribourg et autres écrits], il évoque l'exil et des personnalités roumaines, que pour certaines il a connues, comme Petre Pandrea, Nae Ionescu ou Alexandre Paléologue. Il est actuellement le directeur  de la Bibliothèque roumaine de Fribourg.

## Liste des principales œuvres

### Œuvres littéraires
- Butoiul lui Diogene şi Mica publicitate [Le Tonneau de Diogène et Petites annonces], Bucarest, 1969.
- Frânghia de rufe a familiei [La corde à linge de la famille], Bucarest, 1971.
- Scurtă poveste cu un suveran zănatic [Brèves histoires avec un souverain écervelé], Bucarest, 1971.
- Teatru [Théâtre], Bucarest, 1974.
- Paracelsus, călătorie neîntreruptă [ Paracelse, le voyage ininterrompu], Bucarest, 1981.
- La „Gura leului" [Au Muflier], Bucarest, 1985.
- In vino nobilitas, Oneşti, 2013,  (ISBN 978-606-622-083-5)
- România 1988 Teatru [Roumanie 1988 Théâtre], Oneşti, 2013,  (ISBN 978-606-622-062-0)
- Conferinte freiburgheze şi alte scrieri [Conférences de Fribourg et autres écrits], Oneşti, 4 volumes 2012-2014.
- Ultima boemă bucureşteană (1964-1976) (La dernière bohème bucarestoise (1964-1976) ), Oneşti, 2013.
- Viteza de prabusire [La vitesse d'effondrement], Oneşti, 2014,  (ISBN 978-606-622-137-5)

### En tant qu'éditeur scientifique
- Francisc I. Rainer[8], Jurnale [Journaux], Bucarest, 1979.
- Marta Trancu Rainer, File de jurnal [Feuilles de journal], Bucarest, 1982.
- Bogdan Petriceicu Hasdeu, Sic Cogito, Bucarest, 1990, Evenimentul,  (ISBN 973-553-002-3), postface et établissement de l'édition, direction de la collection Hermes.

### Traduction du français vers le roumain
- Tristan Bernard, Teatru (Théâtre), Bucarest, 1977[9].

## Traduction en français
Mihai Neagu Basarab, La dernière bohème bucarestoise (1964-1976), Oneşti, 2015, Magic Print, traduit par Gabrielle Danoux, ISBN 
9786066221702